# Jenny Van Gerdinge
Adrienne (Jenny) Van Gerdinge (4 december 1923 – Nidrum, 27 juni 2013) was een Belgische atlete, die gespecialiseerd was in het veldlopen, hoogspringen, discuswerpen, hordelopen en de vijfkamp. Zij nam eenmaal deel aan de Europese kampioenschappen en veroverde op zeven onderdelen achttien Belgische titels.

## Biografie
Van Gerdinge behaalde haar eerste Belgische titel in 1941 op het veldlopen. Het jaar nadien werd ze ook kampioene op de 600 m. In 1943 veroverde ze een eerste titel op het verspringen en in 1945 in het hoogspringen. 
In 1946 volgden titels op het hoogspringen en het discuswerpen. Ze nam in 1950 in Brussel op de 80 m horden deel aan de Europese kampioenschappen. Ze werd uitgeschakeld in de reeksen.
Tussen 1951 en 1955 veroverde Van Gerdinge drie titels op de vijfkamp en één in het hoogspringen. In 1951 was ze de eerste Belgisch recordhoudster op de vijfkamp. Ze verbeterde dit record in 1955 naar 3731 p. 
Van Gerdinge was aangesloten bij Atalante.

## Belgische kampioenschappen
| Onderdeel    | Jaar                         |
| ------------ | ---------------------------- |
| 600 m        | 1942                         |
| 80 m horden  | 1951, 1952, 1953             |
| hoogspringen | 1945, 1946, 1947, 1949, 1955 |
| verspringen  | 1943                         |
| discuswerpen | 1946, 1947, 1948, 1949       |
| vijfkamp     | 1951, 1953, 1955             |
| veldlopen    | 1941                         |

## Persoonlijke records
| Onderdeel | Prestatie      | Datum             | Plaats  |
| --------- | -------------- | ----------------- | ------- |
| vijfkamp  | 3731 p (ex-NR) | 18 september 1955 | Brussel |

## Palmares

### 100 m
- 1947:  BK AC
- 1948:  BK AC

### 600 m
- 1942:  BK AC – 1.56,8

### 80 m horden
- 1950: 6e reeks EK in Brussel – 13,5 s
- 1951:  BK AC – 13,6 s
- 1952:  BK AC – 13,5 s
- 1953:  BK AC – 13,5 s
- 1955:  BK AC – 12,6 s

### hoogspringen
- 1942:  BK AC – 1,30 m
- 1945:  BK AC – 1,35 m
- 1946:  BK AC – 1,40 m
- 1947:  BK AC – 1,42 m
- 1948:  BK AC – 1,40 m
- 1949:  BK AC – 1,40 m
- 1955:  BK AC – 1,47 m

### verspringen
- 1943:  BK AC – 4,88 m
- 1944:  BK AC – 4,67 m
- 1945:  BK AC – 4,44 m
- 1946:  BK AC – 4,61 m

### discuswerpen
- 1945:  BK AC – 26,46 m
- 1946:  BK AC – 31,64 m
- 1947:  BK AC – 30,35 m
- 1948:  BK AC – 33,08 m
- 1949:  BK AC – 30,98 m

### kogelstoten
- 1944:  BK AC – 8,65 m

### vijfkamp
- 1951:  BK AC – 2379 p (NR)
- 1953:  BK AC – 2451 p (NR)
- 1955:  BK AC – 3731 p (NR)

### veldlopen
- 1941:  BK AC in Dilbeek

## Onderscheidingen
- 1955: Grote Feminaprijs van de KBAB